# Acrotomia obscurata
Acrotomia obscurata är en fjärilsart som beskrevs av W. Warren 1904. Acrotomia obscurata ingår i släktet Acrotomia och familjen mätare. Inga underarter finns listade i Catalogue of Life.